# Margaret Corbin
Margaret Corbin, född 12 november 1751 i Franklin County, Pennsylvania, död 16 januari 1800 i Highland Falls, Orange County, New York, var en amerikansk soldatfru. Hon är känd för sin militära tjänstgöring under amerikanska frihetskriget. Hon deltog i slaget vid Fort Washington 1776, då hon övertog sin fallne makes position på slagfältet. 
Hon föreslås ha varit en möjlig förebild för den legendariska hjältinnan Molly Pitcher.